# Rója István
Rója István (Makó, 1957. szeptember 10. –) nyugdíjazott magyar testnevelés-földrajz szakos pedagógus, iskolaigazgató.

## Életpályája

### Iskolái
1971–1975 között a Makói József Attila Gimnázium tanulója volt. 1976–1980 között a Juhász Gyula Tanárképző Főiskola földrajz-testnevelés szakos hallgatója volt; általános iskolai tanári képesítést szerzett. 1976–1980 között a Testnevelési Egyetem Továbbképző Intézetében úszó edzői, 1980–1982 között ugyanitt bírkózó edzői képesítést szerzett. 1982–1985 között a József Attila Tudományegyetemen földrajz szakos középiskolai tanári oklevelet kapott. 1987–1989 között az Erdei Ferenc Kereskedelmi és Közgazdasági Szakközépiskolában belkereskedelmi, áruforgalmi és gazdálkodási szakképesítést kapott. 1996–1998 között a Budapesti Műszaki és Gazdaságtudományi Egyetemen Közoktatási Vezető szakirányú szakképzettséget kapott. 2010–2012 között a Szegedi Szolgáltatási Középiskola és Szakiskola Kiss Ferenc Erdészeti Tagintézményében erdésztechnikus lett.

### Oktatói pályafutása
1980–1984 között a makói Bajza József Általános Iskola földrajz-testnevelés szakos tanára volt. 1984–1995 között az Erdei Ferenc Kereskedelmi és Közgazdasági Szakközépiskola kollégiumi nevelője, 1986–1995 között az iskola földrajz szakos tanára volt. 1988–1991 között a makói Bartók Béla Általános Iskola óraadó földrajz tanára volt. 1995–2017 között a Makói József Attila Gimnázium igazgatója volt. 1997–2001 között a Gábor Dénes Főiskola Makói Konzultációs Központjának vezetője volt. 1998 óta érettségi vizsgaelnök. 1999 óta a Budakalász Gimnázium Makói Tagintézményének óraadó földrajz tanára. 2005-től középszintű érettségi vizsgaelnök és emelt szintű érettségi földrajz tantárgy bizottságának elnöke. 2006–2009 között a csongrádi Delfi Koronája Alapítványi Gimnázium és Szakközépiskola konzultációs központjának vezetője volt. 2015 óta az Oktatási Hivatal mesterpedagógusa, valamint pedagógus-minősítési és tanfelügyeleti szakértő.
1989 óta a Makói Természetbarát Sportegyesületének alapító tagja.

## Magánélete
1981-ben házasságot kötött Oláh Erikával. Két fiuk született: Gergő (1985) és Pál (1988).

## Művei
- Makó idegenforgalma (1980)
- A makói hagyma gazdaságföldrajza (1985)
- Szakvezető tanárok képzése (1996)
- A pedagógiai program a menedzserszemlélet tükrében (1998)
- Vállalkozási készségek fejlesztése a középfokú és felsőoktatásban (2004)

## Díjai
- Makó város díszpolgára (2020)